# Holland költők, írók listája
Ez a lista a legismertebb hollandiai írók, költők betűrendes névsora, évszámokkal ellátva.
A mai Belgium területén alkotó holland nyelvű (brabanti, flamand) szerzőkről lásd: Belga költők, írók listája!
| Ábécé szerinti tartalomjegyzék                      |
| --------------------------------------------------- |
| A B C D E F G H I J K L M N O P Q R S T U V W X Y Z |

A
- Bertus Aafjes (1914–1993)
- Gerrit Achterberg (1905–1962)
- Ayaan Hirsi Ali (1969–) szomáliai-holland
- Hieronymus van Alphen (1746–1803)
- Antal Gézáné (1858–1925) magyar-holland

B
- Ballo Antal (16. század)
- Nicolaas Beets (1814–1903)
- Gerbrand Adriaensz Bredero (1585–1618)
- Anna Louisa Geertruida Bosboom-Toussaint (1812–1886)

C
- Jacob Cats (1577–1660)
- Louis Marie-Anne Couperus (1863–1923)

D
- Aagje Deken (1741–1804)
- Theo van Doesburg (1883–1931)

E
- Frederik van Eeden (1860–1932)
- Rotterdami Erasmus (1466–1536)

F
- Johan Fabricius (1899–1981)
- Anne Frank (1929–1945)

G
- Reinoudina de Goeje (1833-1893)
- Herman Gorter (1864–1927)
- Arnon Grunberg (1971–)
- Robert van Gulik (1910–1967)

H
- Hella Haasse (1918–2011)
- A. F. Th. van der Heijden (1951–)
- Herman Heijermans (1864–1924)
- Willem Frederik Hermans (1921–1995)
- Willem Jacob Hofdijk (1816–1888)
- Pieter Corneliszoon Hooft (1581–1647)
- Constantijn Huygens (1596–1687)

K
- Michiel van Kempen (1957–)
- Cornelis Johannes Kieviet (1858–1931)
- Willem Kloos (1859–1938)

L
- Jacob van Lennep (1802–1868)
- Johanna Dorothea Lindenaer (1664–1737)
- Manuel van Loggem (1916–1998)

M
- Filips van Marnix (1540–1598)
- Tip Marugg (Silvio Alberto Marugg, 1923–2006),
- Anna Barbara van Meerten-Schilperoort (1778–1853)
- Harry Mulisch (1927–2010)
- Multatuli (Eduard Douwes Dekker, 1820–1887)

N
- Nescio (1882–1961)
- Martinus Nijhoff (1894–1953)
- Cees Nooteboom (1933–)

P
- Connie Palmen (1955–)
- Piet Paaltjens (1835–1894)

R
- Gerard Reve (1923–2006),

S
- J. Slauerhoff (1898–1936)

T
- Maarten 't Hart (1944–)

V
- Hendrik van Veldeke (1140–1190)
- M. Vasalis (Margaretha Droogleever Fortuyn-Leenmans, 1909–1998),
- Simon Vestdijk (1898–1971)
- Joost van den Vondel (1587–1674)

W
- Tommy Wieringa (1967–)
- Eddy de Wind (1916–1987)
- Betje Wolff (1738–1804)
- Jan Hendrik Wolkers (1925–2007)